# 掌握
| ウィキペディアには「掌握」という見出しの百科事典記事はありません（タイトルに「掌握」を含むページの一覧/「掌握」で始まるページの一覧）。 代わりにウィクショナリーのページ「掌握」が役に立つかもしれません。 |